# Schallenergiegröße
| Schallgrößen |
| --- |
| - Schallauslenkung {\displaystyle \xi } - Schalldruck {\displaystyle p} - Schalldruckpegel {\displaystyle L_{p}} - Schallenergiedichte {\displaystyle E} - Schallenergie {\displaystyle W} - Schallfluss {\displaystyle q} - Schallgeschwindigkeit {\displaystyle c_{\text{S}}} - Schallimpedanz {\displaystyle Z} - Schallintensität {\displaystyle I} - Schallleistung {\displaystyle P_{\text{ak}}} - Schallschnelle {\displaystyle v} - Schallschnelleamplitude {\displaystyle v} - Schallstrahlungsdruck |

Eine Schallenergiegröße ist eine Energiegröße, die zur Beschreibung eines Schallfeldes, von Teilen davon oder von Schallquellen verwendet wird.
Folgende Schallenergiegrößen sind gebräuchlich:
| Schallenergiegröße                    | Zusammenhang mit der Schallenergie | logarithmische Größe                           |
| ------------------------------------- | --- | ---------------------------------------------- |
| Schallenergie {\displaystyle W}       | | Schallenergiepegel {\displaystyle L_{W}}       |
| Schallenergiedichte {\displaystyle E} | pro Länge, Fläche oder Volumen (abhängig vom Ort): {\displaystyle E={\frac {W}{l}}} oder {\displaystyle E={\frac {W}{A}}} oder {\displaystyle E={\frac {W}{V}}} | Schallenergiedichtepegel {\displaystyle L_{E}} |
| Schallleistung {\displaystyle P_{ak}} | pro Zeit von einer Schallquelle abgestrahlt oder absorbiert: {\displaystyle P_{ak}={\frac {W}{t}}}                                                              | Schallleistungspegel {\displaystyle L_{W}}     |
| Schallintensität {\displaystyle I}    | pro Fläche pro Zeit (Fluss der Schallenergie im Schallfeld): {\displaystyle I={\frac {W}{A\cdot t}}}                                                            | Schallintensitätspegel {\displaystyle L_{I}}   |

(Das Formelzeichen {\displaystyle L_{p}} ist für den Schalldruckpegel reserviert, daher hat der Schallleistungspegel – abweichend von der Systematik – das gleiche Formelzeichen {\displaystyle L_{W}} wie der Schallenergiepegel.)
Zur messtechnischen Bestimmung der Schallenergiegrößen wird oft genutzt, dass sie dem Quadrat entsprechender Schallfeldgrößen (z. B. Schalldruck) am selben Ort im Schallfeld proportional sind.